# Shi liao bencao
La Matière médicale de la thérapie diététique
Shi liao bencao 食療本草/食疗本草 « La Matière médicale de la thérapie diététique » de Meng Shen 孟詵, complétée par Zhang Ding 張鼎, a été rédigée dans les années 713-739, durant la dynastie Tang,.

## L'œuvre
Cet ouvrage est une pharmacopée en 3 volumes (juan), comportant 227 entrées (y compris les 89 entrées additionnelles de Zhang Ding), portant sur 260 types de produits thérapeutiques.
L’ouvrage original de Meng Shen était intitulé Bu yang fang 補養方 « Recettes de supplémentation et de nutrition ».
Le Shi liao bencao est connu par de larges fragments bien préservés trouvés dans les grottes de Dunhuang, à partir desquels on peut déterminer la structure basique du livre. Les additions de Zhang Ding sont clairement indiquées dans le texte qui a survécu.
L’ouvrage rend compte des usages doubles qui peuvent être fait de différentes denrées alimentaires comme aliment et comme médicament. La nature de la substance (wen 温 tiède, ping 平 équilibré/calme, han 寒 chaud, leng 冷 froid) est précisée.
Il discute aussi les effets de ces matières médicales, les interdictions et les recettes associées. Il décrit aussi leur apparence, leur aire de production, et les méthodes d’élaboration.
Le Shi liao bencao a été cité de nombreuses fois par les ouvrages médicaux des Tang 唐 et des Song 宋 en particulier par le Jia you bencao 嘉祐本草 écrit par Zhang Yuxi 掌禹錫 et al., et le Zheng lei bencao 證類本草 « Materia medica vérifiée et catégorisée » de Tang Shenwei 唐慎微 (c. 1056-1093).
Il a été cité aussi par Li Shizhen dans Bencao gangmu, 152 fois en citant Shi liao bencao ou diverses abréviations et 600 fois en citant le nom de l’auteur Meng Shen ou diverses abréviations.
Exemples d’entrée
- L’asperge de Cochinchine (Tiānméndōng, Asparagus cochinchinensis), originaire de Cochinchine, Chine, Corée, Japon est utilisée à la fois comme aliment et comme médicament. Sur le plan alimentaire, elle est préparée de diverses façons : bouillie, cuite à la vapeur, ou ajoutée à des soupes et des ragoûts.

Selon Shi liao bencao:
« Tianmendong 天门冬 : 
1. Pour tonifier et traiter l'épuisement et la tuberculose pulmonaire, pour arrêter la soif et éliminer le vent chaud. Il est possible de retirer la peau et le cœur, de la cuire avec du miel, et de la consommer après les repas. Si séché au soleil, la faire en pilules avec du miel est encore meilleur. [Preuve]
2. Peut également être utilisé pour se laver le visage, très efficace. [Preuve] » (traduction de ChatGPT4).
Le « vent chaud » est un agent pathogène parmi les Six qi 六气 nommés le Vent 風, fēng ; le Froid 寒 hán ; le Feu 火 huǒ ; la Canicule 暑 shǔ ; l'Humidité 濕 shī ; la Sécheresse 燥 zào , dans leur capacité pathogène. L’indication de [Preuve] suggèrent que des cas observés appuient la propriété indiquée.
Remarquons que l’asperge Tianmendong avait déjà était citée par le Shennong bencao pour traiter les pathologies du vent mais il en faisait aussi une drogue de catégorie supérieure pouvant prolonger la vie si on la prenait longtemps.
- Le haricot mungo (Vigna radiata) lǜdòu 綠豆 une Fabacée  dont les graines de couleur verte sont consommées comme légume. Selon le Shi liao bencao

« Lǜdòu 綠豆 (neutre) 
 1. Parmi toutes les méthodes de préparation, les transformer en galette et les griller est excellent. [Louange Jiā 嘉]
 2. Notez bien : ils nourrissent et bénéficient, harmonisent les cinq organes, apaisent l'esprit, et favorisent la circulation dans les douze conduits (méridiens). Cela est considéré comme très bénéfique. Les gens d'aujourd'hui consomment les haricots mungo en retirant la peau, ce qui peut causer une légère accumulation de gaz. Pour traiter les maladies, il est nécessaire de les consommer avec leur peau, donc elle ne doit pas être enlevée. [Louange]
3. De plus, les broyer pour en extraire le jus, puis les faire cuire et les boire comme remède contre la soif excessive. [Louange]
4. En outre, ils éliminent le vent superficiel, augmentent la force et l'énergie, et hydratent la peau et la chair. Ils peuvent être consommés sur le long terme. [Louange] » (traduction de ChatGPT4).

## L’auteur
Meng Shen 孟诜 (621-713) est originaire de Ruzhou 汝州 (maintenant Linru 臨汝 dans la province du Henan 河南). Fonctionnaire de la dynastie Tang, il écrivit plusieurs ouvrages dont une pharmacopée. Dès son enfance, il s’intéressait aux drogues thérapeutiques. En 674, il devint le disciple du médecin célèbre Sun Simiao 孙思邈 et étudia le yin et le yang et la médecine. Il fut nommé préfet (cishi 刺史) de Tongzhou 同州, si bien qu’il fut dénommé Meng Tongzhou 孟同州.
À plus de 80 ans d’âge, il se retira dans les monts Yiyang 伊陽 pour étudier la médecine et se consacrer à son développement personnel.
Il est biographie dans Jiu Tang shu 旧唐书 / 舊唐书 « Ancien Livre des Tang ». Meng a écrit deux ouvrages
- Bi xiao fang 必效方 en 3 juan, perdus
- Bu yang fang 補養方 « Recettes pour la supplémentation et la nourriture »

C’est ce dernier ouvrage qui fut corrigé et étendu par Zhang Ding pour donner le Shi liao bencao.